# La Serenata de Igualada
La Serenata de Igualada era una publicació setmanal, editada a Igualada entre 1880 i 1881.
Portava el subtítol Periódico no político, ni científico, ni literario y defensor de los verdaderos intereses de esta localidad. En els números 15 i 16 el subtítol va ser Periódico quinzenal defensor de los intereses de esta localidad.
La redacció i l'administració eren al carrer de Sant Sebastià, núm. 36, d'Igualada. S'imprimia a Barcelona, a la Impremta Peninsular, excepte els dos darrers números que es van imprimir al carrer Nou, núm. 19, de Manresa.
En van sortir 16 números. El primer es va publicar el 26 de desembre de 1890 i el darrer portava la data de 18 de maig de 1881. El seu format era de 33 x 22 cm i tenia quatre pàgines a dues columnes.
En el primer número exposen el seu programa que entre altres coses diu que aquest periòdic hablarà con claridad, sin rodeos, sin escrúpulos, sin contemplaciones; con el miramiento, sin embargo, y con el respeto que se merecen toda persona, toda autoridad ... e iniciando en lo que se la alcance, todo lo relativo y concerniente al necesario mejoramiento y á la prosperidad de nuestra abatida ciudad.
Publicava notícies locals i informació sobre un dels temes que llavors preocupava als ciutadans: la construcció del ferrocarril.
N'eren redactors Miquel Jordana i Francisco Especiel.